# Rbaa El Fouki
Rbaa El Fouki (àrab: الربع الفوقي, ar-Rbaʿ al-Fūqī) és una comuna rural de la província de Taza de la regió de Fes-Meknès. Segons el cens de 2014 tenia una població total de 7.144 persones.